# もう夜なのか
もう夜なのか（もうよるなのか）は、かつてKBCラジオでナイターオフ期に放送されていた夜のワイド番組である。略称は「モーヨル」。2006年10月2日放送開始、2008年3月放送終了。

## 放送時間
- 2006年度 - 月～金曜日19:00～21:00
- 2007年度 - 火～金曜日19:00～21:00

## パーソナリティ
- メインパーソナリティ（2007年度）
  - 馬場阿紀子（火曜・水曜）
  - 加藤恭子（KBCアナウンサー、木曜）
  - 影平晶（KBCアナウンサー、金曜）

なお、2006年度は全日に渡り影平が担当した。
- レギュラーパーソナリティ（2007年度）
  - 若菜嘉晴（野球評論家、火～木曜）
  - 藤原満（KBC野球解説者、金曜）

この他、日によってはKBCのスポーツアナウンサーが出演する。

### 過去のパーソナリティ
- 薮野祐三（九州大学大学院法学研究院教授、2006年度火曜レギュラー）

## 特徴
- タイトルは錦野旦の「もう恋なのか」をモチーフにしている。
- 主に「団塊の世代」と呼ばれる層をターゲットとしている。2003年度から同じくナイターオフ期限定の番組として放送されていた『夜はこれから!AM派宣言』の後番組にあたり、前番組と同じく、その日のニュースやホークス情報がメインとなっている。
- 影平アナがこの番組スタート前お昼の時間に本をテーマにした『本の気持ちです。』の担当だった影響か、本の紹介・話題をする事が多い。（この辺も団塊の世代を意識した構成かと思われる。）
- 番組ラストでは、毎日の月の満ち欠けの話題の後「心のフレーズ」として、『人生のささやかな真理　～5歳から95歳まで350人が学んだこと～』の本の中から毎日1つの格言を取り上げ番組が終わる。